# Gare de Guwahati
La gare de Guwahati est une gare ferroviaire desservant la ville de Guwahati, dans l'Assam en Inde.

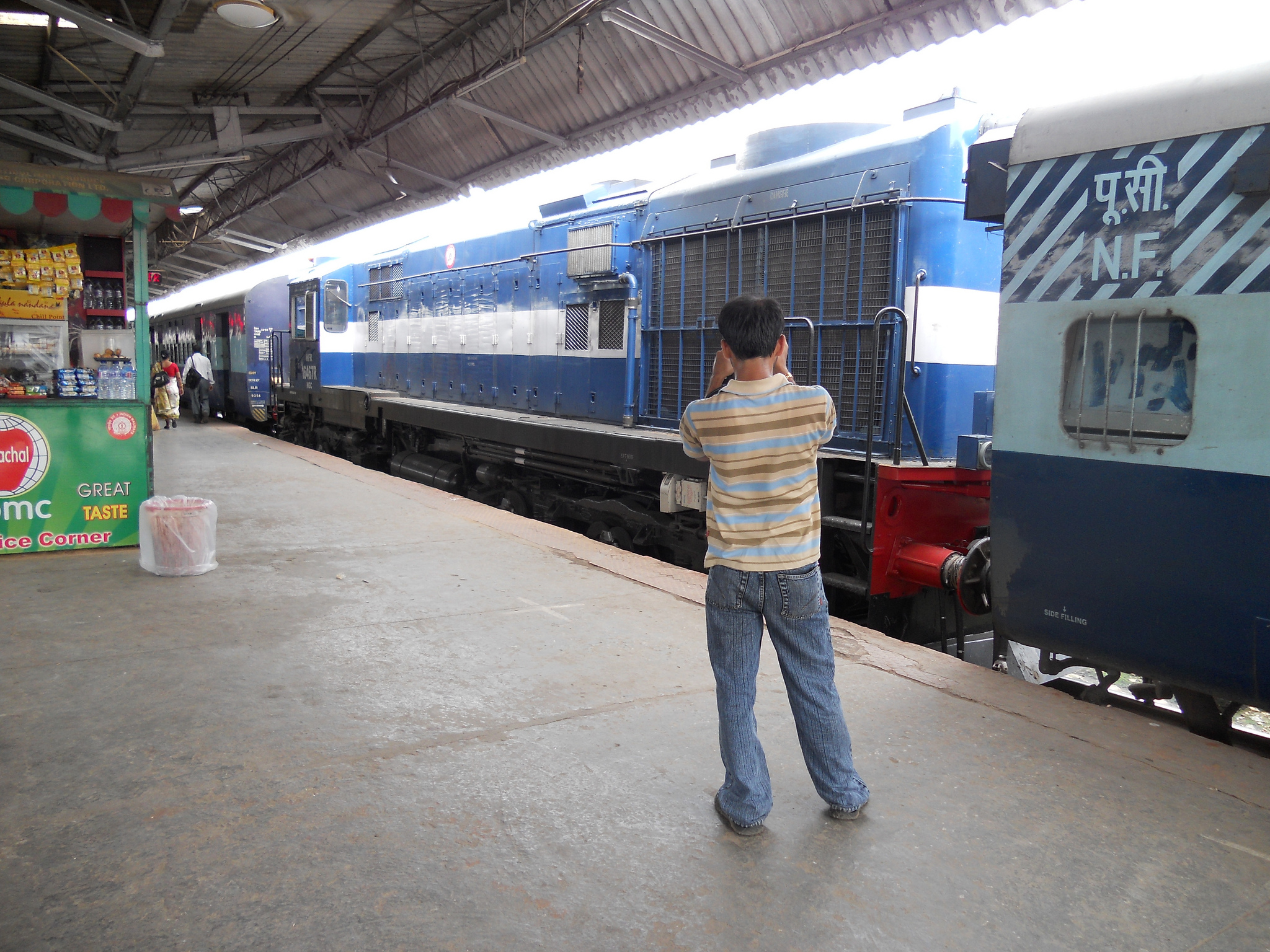
Sur les quais.

La gare se trouve être le centre de la Northeast Frontier Railway zone (NFR) et utilise largement l'énergie solaire.

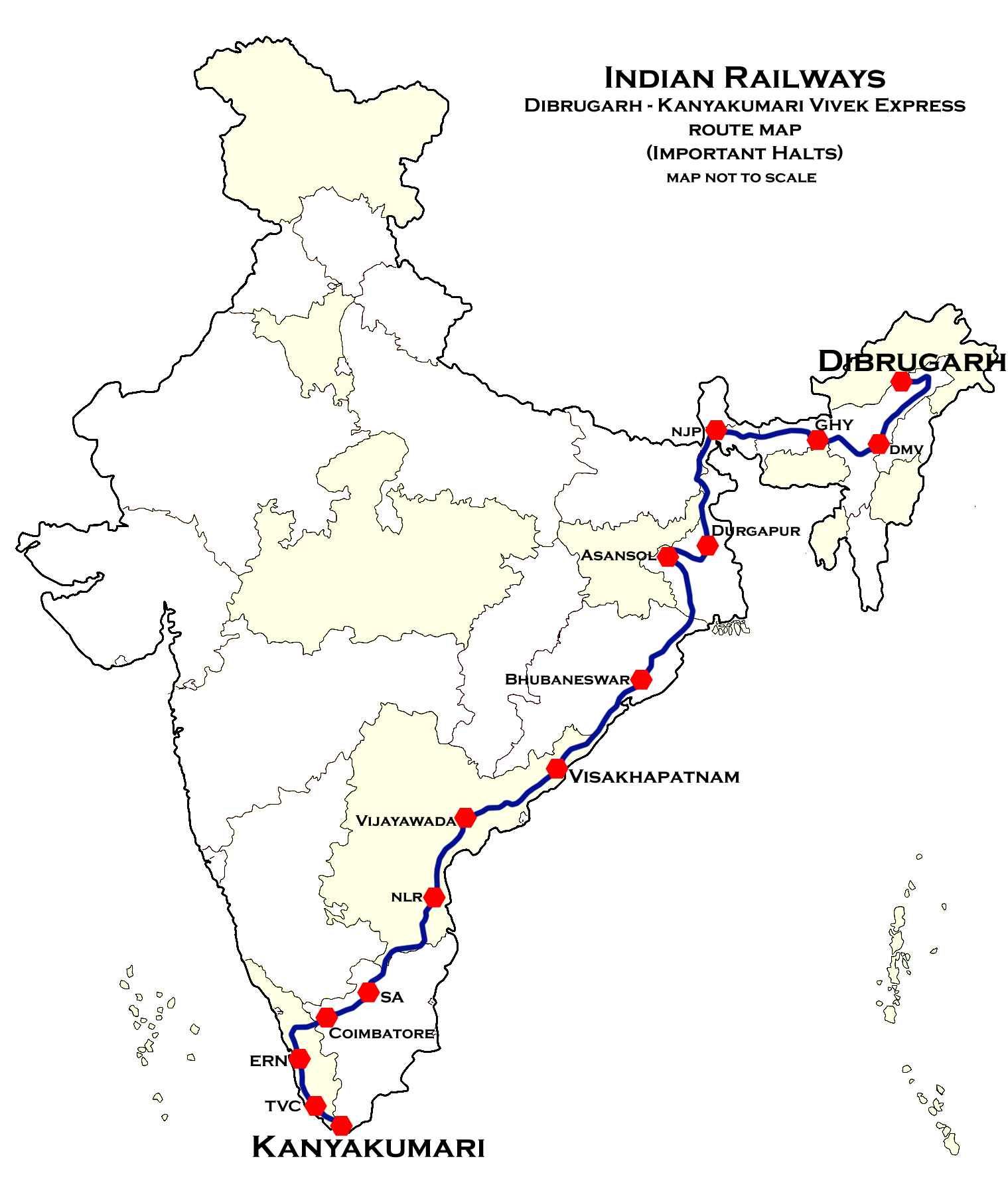
Parcours du Dibrugarh-Kânyâkumârî Vivek Express.

Cette gare  un trafic passagers de vingt mille personnes par jour.